# Sabicas
Sabicas (1912-1990) là một nhạc sĩ guitar Flamenco nổi tiếng người Tây Ban Nha gốc Rumani. Ông được cho là đã đóng một vai trò quan trọng trong việc phổ biển nhạc Flamenco ra ngoài Tây Ban Nha và cộng đồng nói tiếng Tây Ban Nha.

## Thân thế và sự nghiệp
Ông tên thật là Agustín Castellón Campos, sinh ngày 16 tháng 3 năm 1912 tại Pamplona, Tây Ban Nha. Tập chơi guitar lúc 4 tuổi, ông bắt đầu trình diễn vào năm 6 tuổi. Phong cách biểu diễn lúc ban đầu của ông chịu ảnh hưởng của Ramón Montoya. Montoya có quan hệ gia đình phía bên mẹ của Sabicas. Ông hợp tác với các ca sĩ Flamenco có tiếng tăm, giúp ông ta phát triển một phong cách chơi riêng khá độc đáo.
Ông nổi tiếng nhờ kỹ thuật chơi: picados nhanh như gió, arpeggios vũ bão, và nhịp điệu không bao giờ sai lạc, điều này rất quan trọng khi chơi đàn cho một vũ công. Tay chơi guitar nổi tiếng Chet Atkins nhận xét trên Tạp chí Guitar Player vào năm 1972 như sau: "Tay chơi Flamenco Sabicas đúng là có một kỹ thuật tuyệt diệu nhất" (The finest technique around has got to be Sabicas, the Flamenco player).
Sabicas không những là tay chơi thiên tài vì kỹ thuật mà ông còn cống hiến lớn lao cho nghệ thuật Flamenco bằng cách biểu diễn ở những phòng hòa nhạc lớn và những rạp quan trọng, nơi mà mọi người trong mọi giai cấp được thưởng thức.